# Itu Challenger 1989
L'Itu Challenger 1989 è stato un torneo di tennis facente parte della categoria ATP Challenger Series nell'ambito dell'ATP Challenger Series 1989. Il torneo si è giocato a Itu in Brasile dal 24 al 30 aprile 1989 su campi in cemento.

## Vincitori

### Singolare
Martin Laurendeau ha battuto in finale  Dácio Campos con il punteggio di 7–6, 6–3

### Doppio
Kent Kinnear /  David Wheaton hanno battuto in finale  Nelson Aerts /  Marcos Hocevar con il punteggio di 6–3, 6–4